# Zhu Jianhua
Zhu Jianhua (født 1. april 1963) er en kinesisk tidligere højdespringer, der var den første mandlige kineser, der vandt en medalje ved et VM i atletik, da han opnåede bronzemedalje i Helsingfors i 1983. Hans bronzemedalje ved OL 1984 i Los Angeles var ligeledes den første kinesiske mandlige OL-atletikmedalje.
Zhu var endvidere indehaver af verdensrekorden i højdespring, da han 11. juni 1983 sprang 2,37 m. Han forbedrede rekorden til 2,38 og senere 2,39 m, som blev det højeste, han nogensinde sprang. Dette resultat blev overgået i august 1985, da Rudolf Povarnitsyn sprang 2,40 m.
| Atletikudøver | Spire Denne biografi om en atletikudøver er en spire som bør udbygges. Du er velkommen til at hjælpe Wikipedia ved at udvide den. |